# 周岱龄
周岱龄（？—？），河南人，是一名清朝政治人物。
周岱龄曾于1818年接替董和培短暂担任代理南汇县知县一职，同年由谭霖接任。此后升任保定府知府。